# Gomrok
Gomrok (en persan : گمرك) est un quartier du sud-ouest de Téhéran, Iran. C'est dans ce quartier que se trouvait une des portes (appelée Darvāzeh Gomrok) de l'enceinte de l'époque Qajare.